# Katakombapaktum

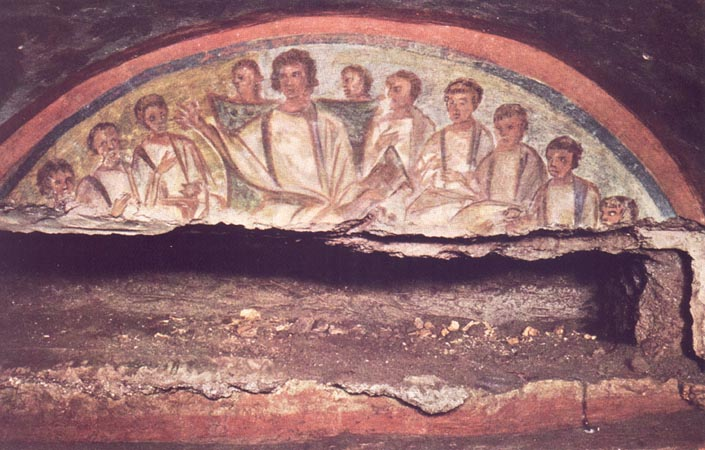
Freskó és sírhely a Domitilla-katakombában

Az úgynevezett katakombapaktum egy 1965-ben született dokumentum, amellyel a római katolikus egyház püspökeinek egy csoportja, a „szolgáló és szegény egyház” eszméje mellett kötelezte el magát. A paktumot Róma egyik katakombájában írták alá, ezért kapta a megállapodás a katakombapaktum nevet.

## A paktum tartalma
1965. november 16-án, néhány héttel a második vatikáni zsinat befejezés előtt a zsinati atyák közül 40 püspök a Róma melletti Domitilla-katakombában gyűlt össze, Róma egyik legismertebb, számos ókeresztény emlékkel rendelkező ősi temetkezőhelyén. E katakombához tartozik Róma és talán a világ egyetlen föld alatti bazilikája. Az itt közösen bemutatott szentmisét követően fogadalmat tettek a résztvevők: a katakomba templomának oltárán aláírtak egy 13 pontból álló dokumentumot, melyben önként kötelezték magukat arra, hogy a zsinat befejezése után, hazájukba visszatérve az evangélium és az ősegyház szellemiségének megfelelően élnek és látják el püspöki szolgálatukat.
Vállalták, hogy osztoznak a híveik többségét kitevő szegények sorsában, például a lakás, étkezés, öltözködés és a tömegközlekedési eszközök igénybevétele tekintetében.  A püspöki „hivatal” jelvényeit sem drágafémekből, hanem olcsó anyagokból készíttetik; elutasítják a hatalmat kifejező hagyományos megszólításokat (például „monsignore”, „őeminenciája”), és egyszerűen „atyának” szólíttatják magukat. Lemondanak mindenféle vagyonról. Nagy súlyt fektetnek a társadalmi igazságosság megvalósulásának elősegítésére nemzeti és nemzetközi területen egyaránt. Nagyobb szerepet juttatnak az egyszerű híveknek (laikusoknak), fontosnak tartják a püspökök kollegialitását és a nyitottságot minden egyháztag és a másvallásúak felé egyaránt.
A paktumhoz a későbbiek során mintegy ötszáz püspök csatlakozott, nagyrészt az úgynevezett harmadik világból.
A paktum teljes szövege elérhető az interneten spanyol, portugál, angol,  német és magyar nyelven.

## A paktum előzményei

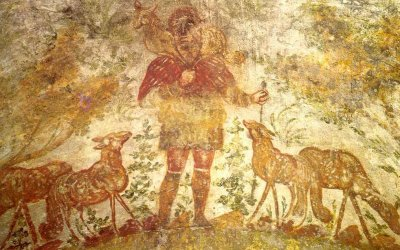
Jó Pásztor ábrázolás a Domitilla-katakombában

A paktum létrejötte főként a zsinat alatt megalakult „szegények egyháza” püspöki csoportosulás tagjaihoz köthető, de e csoport létrejöttének is volt előzménye.
A szóbeli hagyományok szerint maga XXIII. János pápa tette fel a kérdést nem sokkal a zsinat előtt: „Nem volna itt az ideje annak, hogy a pápai trónról letöröljük azt a császári port, ami Nagy Konstantin óta rakódott rá?” – Az 1962. szeptember 11-i rádióbeszédében is a „szegények egyházáról” beszélt: az Egyháznak jelnek kell lennie, Isten kivétel nélkül minden emberre irányuló szeretetének jelévé, és hogy Jézusban az isteni szeretet elsősorban a szegények és elnyomottak felé fordulásban mutatkozik meg.
A szegények felé fordulás fontosságát hangsúlyozták a francia származású, de már Názáretben tevékenykedő, nagytekintélyű egykori teológia-professzor Paul Gauthier és az általa alapított testvériség tagjai, akiknek az volt a célja, hogy „az emberek, akik ma az Egyházra néznek, a názáreti Jézust, az ácsot ismerjék fel benne.”
A közel három évig tartó zsinati időszak alatt különösen sokat fáradozott a szegények ügyéért Giacomo Lercaro bolognai érsek, Dom Hélder Câmara, Rio de Janeiro akkori megyéspüspöke és José Maria Pires.  – És bár a zsinat ideje alatt megválasztott új pápa, VI. Pál lemondott a korábban használt pápai hatalmi jelvények (például a pápai korona, a tiara) viseléséről, ennek ellenére viszonylag kevés zsinati dokumentumban került előtérbe a szegénység kérdése.
A kevés kivétel egyike a Lumen gentium, az Egyházról szóló zsinati dokumentum (konstitúció), melynek 8. fejezetében ezek a mondatok szerepelnek:
„… Egyház, jóllehet küldetéséhez rászorul emberi eszközökre, nem arra törekszik, hogy földi dicsőséget keressen, hanem arra, hogy saját példájával is terjessze az alázatosságot és az önmegtagadást. Miként Krisztust az Atya azért küldte, hogy "örömhírt vigyen a szegényeknek, ... gyógyítsa a megtört szívűeket" (Lk 4,18), "keresse és üdvözítse, ami elveszett" (19,10), hasonlóképpen az Egyház is szeretettel veszi körül mindazokat, akiket az emberi gyengeség gyötör, sőt szegény és szenvedő alapítójának képmását ismeri föl a szegényekben és szenvedőkben…”
Ennek ellenére a zsinat egészét nézve viszonylag marginális maradt a „szegények egyházának” ügye, valószínűleg azért, mivel a nagyobb befolyással rendelkező püspökök zöme a gazdaságilag fejlettebb országokból érkezett, ezért kevéssé érezték át a kérdés fontosságát. Másképp volt a „harmadik világ” országai, különösen Latin-Amerika püspökeinek esetében. Ők voltak azok, akik fontosnak tartották a szegények képviseletét, és hogy ez a szellemiség tovább éljen a zsinat befejezése után is. Ezért született meg a „katakombapaktum”.

## A paktum utóélete
Európában szinte feledésbe merült a katakombapaktum. Hélder Câmara püspök ösztönzésére azonban 1968-ban összehívták a kolumbiai Medellínbe a CELAM (Consejo Episcopal Latinoamericano), a Latin-amerikai Püspöki Tanács második általános ülését, ahol újra napirendre tűzték a katakombapaktum gondolatait.  A kontinentális összejövetel fő témája lett, milyen válaszokat adhat az Egyház a szegénység és a szabadság kérdésére. A hit védelmét összekapcsolták a szegényekkel és elnyomottakkal vállalt szolidaritással, és a latin-amerikai egyházat megnyitották a felszabadítás teológiája felé.
A medellíni püspöki összejövetel igen nagy hatással volt a helyi egyházak életére.  Megváltoztatta sok püspök életmódját és szolgálatának stílusát, sok pap és szerzetes választotta az egyszerű emberekkel való együttélést és közös munkálkodást. Az egyházi vezetők bátrabban emeltek szót a társadalmi igazságtalanságok ellen, ami egyes konzervatív vatikáni tisztségviselőkben riadalmat keltett. A marxizmus ideáitól félve a kúria megpróbálta fékezni az latin-amerikai papok és püspökök túlzottnak vélt politikai szerepvállalását.
A paktum szelleme azonban végig élő maradt a latin-amerikai egyházban. Ezt tanúsítják a 2013 márciusában megválasztott Ferenc pápa gesztusai és beszédei is.